# Elaeocarpus batudulangii
Elaeocarpus batudulangii är en tvåhjärtbladig växtart. Elaeocarpus batudulangii ingår i släktet Elaeocarpus och familjen Elaeocarpaceae.

## Underarter
Arten delas in i följande underarter:
- E. b. batudulangii
- E. b. sumbensis